# Вільна асоціація німецьких профспілок
Вільна Асоціація німецьких Профспілок (нім. Freie Vereinigung Deutscher Gewerkschaften; FVdG , іноді перекладається як Вільна Асоціація німецьких Профспілок  або Вільний Альянс німецьких Профспілок) — профспілкова федерація в імператорській та ранній Веймарській Німеччині. Вона була заснована в 1897 році в Галле під назвою "Централізація представників Німеччини" як національна Парасольова організація від локалістського німецького робочого руху . Локалісти відхилили централізацію в робітничому русі після спаду Анти-соціалістичних законів в 1890 і серед привілейованих низових демократичних структур. Відсутність супротиву невдовзі призвело до конфлікту в організації. Різні способи надання фінансової підтримки супротиву були застосовані в 1903 році, того ж року, коли було прийнято нову назву Вільна асоціація німецьких профспілок.
Протягом наступних років після створення FVdG почала займати все радикальніші позиції. В ході  переговорів німецького соціалістичного руху щодо впровадження масових страйків FVdG висловив думку, що загальний страйк повинен бути зброєю в руках робітничого класу. Федерація дотримувалась думку про те, що масовий страйк був останнім кроком перед соціалістичною революцією, і надалі більш критично ставилася до парламентських дій. Непорозуміння  з основним робочим рухом спровокували  виключення членів FVdG із Соціал-демократичної партії Німеччини (SPD) у 1908 році та повного розриву відносин між організаціями. Анархістські та особливо синдикалістські ідеї набирали обертів у FVdG. Під час Першої світової війни FVdG відкидала співпрацю  SPD і основного робочого руху з німецькою державою, відомою як Бургфріден. Проте FVdG не вдалося організувати жодного суттєвого опору чи продовжити свою постійну функціональність під час війни. Після Листопадової революції FVdG дуже швидко переросла в глобальну організацію. Це зробило організацію бажаною  для шахтарів з Руру, які протистояли реформаторській політиці основних профспілок. У грудні 1919 р. Федерація об’єдналася з кількома незначними лівими комуністичними профспілками, перетворившись у Вільний союз робітників Німеччини (FAUD).

## Передумови
На думку Анжели Фогель та Гартмута Рюбнера, секретар та видатний профспілковий діяч у 1870-х роках Карл Хілманн був "інтелектуальним батьком" локалістів та анархо-синдикалістського руху. Думка Фогеля та Рюбнера базується на ідеї, що Хілманн був першим у Німеччині, хто вважав створення умов для соціалістичної революції а не поліпшення умов життя робітників головною роллю профспілок. Він вважав, що  децентралізована структура федерації профспілок є необхідною. Багато пізніших анархо-синдикалістів, включаючи Рудольфа Рокера, погоджуються з цією ідеєю. Ганс Манфред Бок, навпаки, не бачить доказів впливу Хілмана на FVdG.

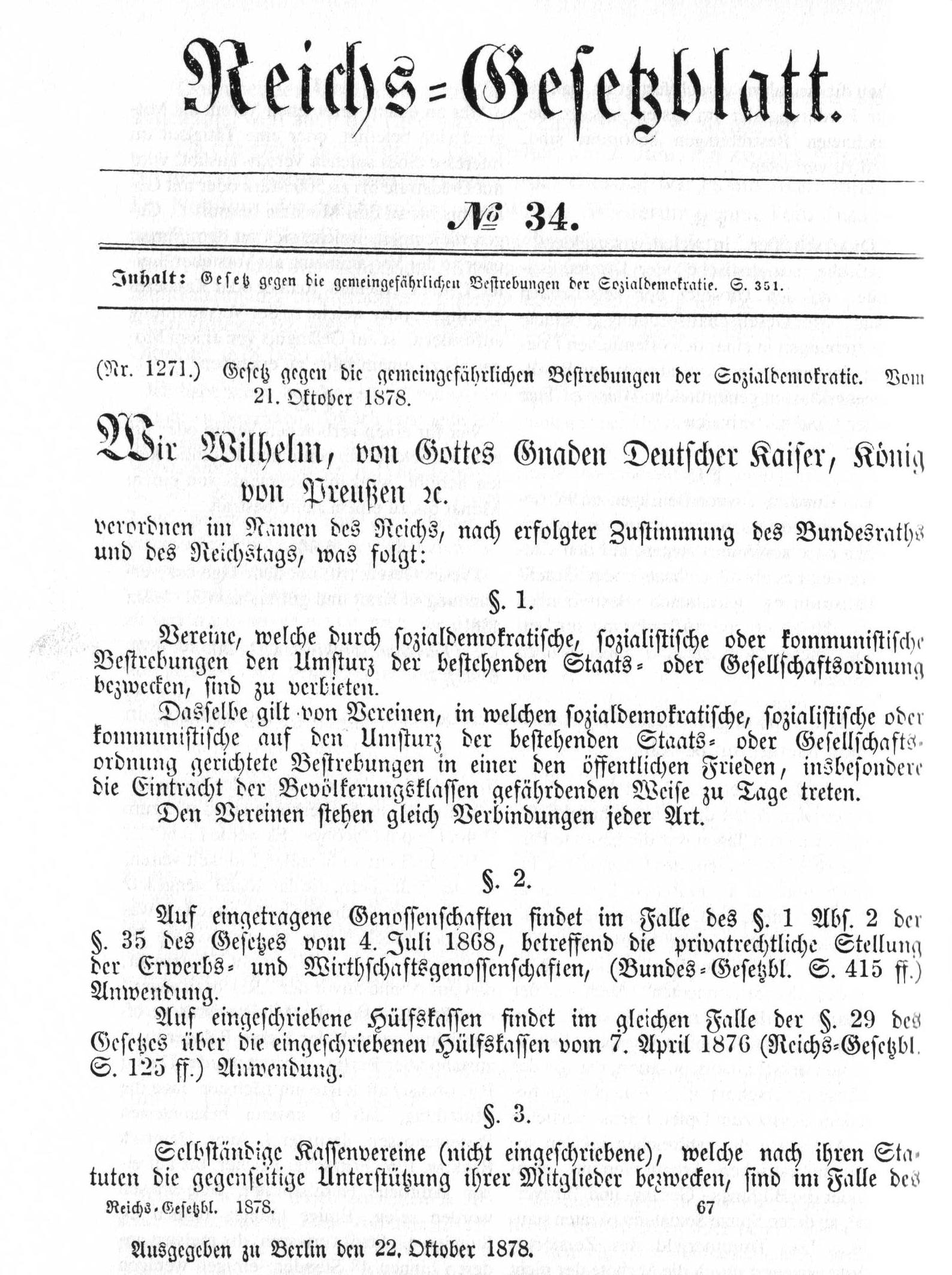
Офіційна публікація першого антисоціалістичного закону 1878 року

З 1878 по 1890 рік антисоціалістичні закони забороняли всі соціалістичні профспілки. На той час існували лише невеликі місцеві організації, які спілкувалися через посередників — стюартів , які працювали нелегально або напівлегально. Цю форму організації легше було захистити від державних репресій. Після того, як закони перестали функціонувати в 1890 році. Генеральна комісія профспілок Німеччини була заснована 17 листопада на конференції в Берліні, щоб централізувати соціалістичний робочий рух. У 1892 р. відбувся з'їзд профспілок в Гальберштадті для організації численних місцевих спілок при комітеті. Місцеві жителі, 31 000 з яких були представлені на з’їзді хотіли зберегти багато змін, які були прийняті під час репресивного періоду. Наприклад, вони виступали проти окремих організацій з політичних та економічних питань, таких як партія та профспілка. Вони  хотіли зберегти свої низові демократичні структури. Також вони  виступали за те, щоб місцеві профспілки об'єднувались делегатами, а не керували централізовано і з обережністю ставилися до бюрократичних структур. Пропозиції місцевих жителів були відхилені на з'їзді в Хальберштадті, тому вони відмовились вступати до централізованих профспілок, які стали називатися Вільними профспілками. Вони не відмовлялися від соціал-демократії, а навпаки, вважали себе авангардом у рамках соціал-демократичного руху в Німеччині.
Головний оплот місцевих жителів був у Берліні, хоча профспілки локалістів існували і в решті Імперії. Каменярі, теслярі та деякі металообробні професії а також ті, що вимагають вищої кваліфікації, як мідники або золотярі та срібники  були представлені у великій кількості. До 1891 року в місцевих профспілках працювало щонайменше 20 000 робітників з обробки металу — рівно стільки, скільки в централізованій німецькій профспілці.

## Заснування

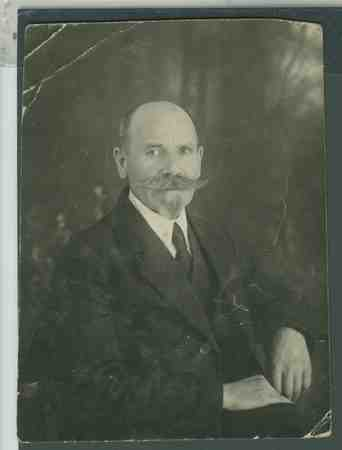
Фріц Катер

На конгресі в 1897 р. В Галле місцеві жителі заснували власну національну організацію - Представницька централізація Німеччини ( Vertrauensmänner-Zentralisation Deutschlands ). Спочатку з'їзд повинен був відбутися роком раніше, але відсутність інтересу змусила його перенести. На з’їзді було 37 делегатів, які представляли 6 803 членів профспілки. Майже дві третини делегатів прибули з Берліна чи Галле. Майже половина делегатів працювала у будівельній галузі, тоді як 14 делегатів були представниками вузькоспеціалізованих професій. Конгрес вирішив створити бізнес-комісію з п'яти осіб, що знаходились у Берліні, для організації політичних акці. Головою комісії став Фріц Катер . Була заснована газета « Солідарність» (« Солідарність» ), але наступного року її назву було змінено на « Die Einigkeit» (« Єдність» ). Спочатку вона з’являлася раз на два тижні, але згодом публікувалася щотижня, починаючи з 1898 р. 

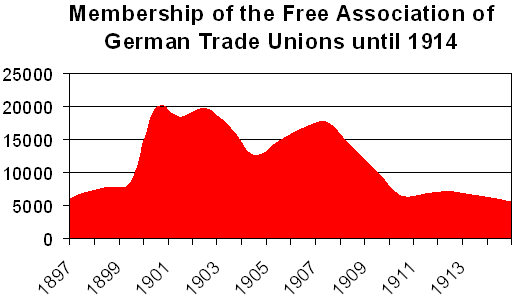
Кількість членів FVdG до Першої світової війни

Рішення про створення національної організації, ймовірно, була наслідком кількох факторів. По-перше, основні профспілки дедалі більше реформувались і централізувались. По-друге, місцеві жителі здобули впевненість завдяки своїй участі у страйку робітників доків у Гамбурзі наприкінці 1896 - початку 1897 рр.  По-третє, втрата членства (наприклад, берлінські металурги приєдналися до DMV у 1897 р.) переконала місцевих жителів у необхідності дій. 

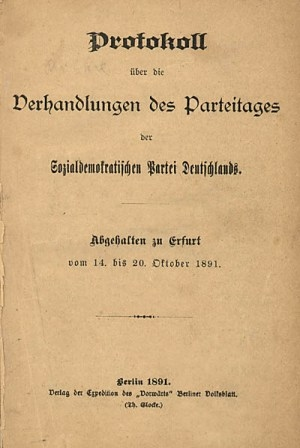
Обкладинка Ерфуртської програми

Відносини представників Централізації до SPD були неоднозначними. Організація була об'єднана зі SPD  та підтримала Ерфуртську програму .  У той же час партія здебільшого виступала проти заснування Централізації представників і закликала своїх членів приєднатися до централізованих профспілок. FVdG залишалася пов'язаною зі SPD , яка, у свою чергу, терпіла це, оскільки SPD  боялася, що розкол призведе до великої втрати членів. FVdG заявила, що повернеться до централізованих профспілок, як бажало керівництво SPD , лише якщо централізовані профспілки приймуть організаційні принципи FVdG. 
У перші роки централізації серед представників Німеччини домінувала дискусія про те, як фінансувати страйки окремих місцевих профспілок. Проблема полягала в тому, чи могли місцеві профспілки  зберегти свою автономію при отриманні фінансової допомоги. Спочатку вся підтримка між місцевими організаціями була добровільною. Але ця система ставала дедалі недоцільнішою, особливо після того, як на рубежі 20 століття відбулися численні великі страйки, в яких роботодавці реагували більш агресивно - часто шляхом блокування робітників. У 1899 р. Комітет бізнесу вважав, що повинен підтримати страйк у Брауншвейгу . Вона взяла позику, яка була виплачена за рахунок доходів та за рахунок пожертв берлінських профспілок. Наступного року Бізнес-комітет набрав 8000 марок боргу, підтримавши страйки. Частина боргу була виплачена могли, а решта розподілена між місцевими профспілками. 
Ця практика була замінена в 1900 році набагато складнішою системою оцінок та пожертв, призначених для збору грошей на підтримку страйків. Ця система була замінена в 1901 році, оскільки була непрактичною. Система 1901 року вимагала від кожної місцевої профспілки та центрального комітету створення страйкових фондів. Місцеві профспілки отримували б підтримку страйків з Берліна за певних обставин, а фонд центрального ділового комітету поповнювався б усіма організаціями-членами в розмірах, пропорційних їхньому члену та середній зарплаті їхніх членів. Ця система теж виявилася проблематичною, оскільки карала більші, заможніші профспілки - особливо будівельних робітників у Берліні, які мали вищу заробітну плату, але також вищі витрати на життя. З 1901 по 1903 рр. багато невеликих організацій приєдналися до федерації, проте членство в FVdG впало, оскільки система підтримки карального страйку витіснила деякі більші профспілки. У 1903 р. Федерація не лише змінила свою назву на Вільну асоціацію німецьких профспілок, але й вирішила повернутися до старої системи добровільних внесків. Ця система зберігалася до 1914 року. Бізнес-комітет працював над тим, щоб профспілки вносили максимум. Часто комітет вдавався до погроз, щоб зібрати кошти на страйк. Фріц Катер назвав це необхідною для руху диктатурою, але місцеві організації все ще мали набагато більшу автономію, ніж їхні колеги в інших німецьких федераціях праці. 

## Радикалізація та вигнання зі SPD
Протягом першого десятиліття 20 століття FVdG була перетворена з локалістичної федерації профспілок у синдикалістичну трудову організацію з анархістськими тенденціями. Процес був розпочатий зі смертю Густава Кеслера, найважливішого ідеолога в FVdG, в 1903 році. Його роль значною мірою взяв на себе лікар Рафаель Фрідеберг . 
У 1903 р. Суперечка між FVdG і Вільними профспілками в Берліні призвела до втручання партійної комісії та спонсорування переговорів, спрямованих на об'єднання двох крил німецького робочого руху. На засіданні FVdG пішло на ряд компромісів, що призвело до протестів членів. Незабаром більше третини членів вийшло з профспілки. Конгрес FVdG 1903 р. обрав групу для продовження переговорів із Вільними профспілками. Ця група вимагала від Вільних профспілок прийняти локалістичні організаційні принципи як необхідну умову для об'єднання. Колегія FVdG зрозуміла, що цей попит нереальний, але сподівалася, що виключення ревізіоністів зі СДПН під час дебатів щодо тез Едуарда Бернштейна зміцнить їх позицію. Неможливість примирення між ними стала очевидною до березня 1904 р., оскільки об'єднання, передбачене як керівництвом СДПН, так і Вільними профспілками, було скоріше на шляху інтеграції FVdG до Вільних профспілок. 
Розчарування FVdG у соціал-демократичному русі поглибилося під час масових дебатів . Про роль загального страйку для соціалістичного руху вперше було обговорено в FVdG в 1901 р.  На з'їзді СДПН в 1903 році в Дрездені Рафаель Фрідеберг запропонував обговорити цю тему, але його пропозиція була відхилена конгресом.  Наступного року була прийнята пропозиція Вільгельма Лібкнехта та Едуарда Бернштейна ініціювати дискусію на цю тему, оскільки вони дистанціювались від позицій Фрідеберга. 
Лібкнехт і Бернштейн, як і ліве крило партії, вважали, що загальний страйк не повинен використовуватися для провокації держави, а для захисту політичних прав (особливо виборчого права), якщо держава прагне їх скасувати. Більш консервативна фракція в партії була проти цієї концепції. У 1904 р. Фрідеберг, виступаючи за FVdG, висловив думку, що загальний страйк повинен бути зброєю в руках пролетаріату і буде останнім кроком перед соціалістичною революцією. У 1905 р. Його виступ на цю тему був ще більш радикальним. Він стверджував, що історичний матеріалізм, стовп марксизму, винен у нібито безсиллі соціал-демократії, і ввів альтернативну концепцію історичного психізму - яка вважала, що людська психологія має більше значення для соціального розвитку, ніж матеріальні умови.  Він також рекомендував анархістську літературу, особливо праці Кропоткіна, а не праці Маркса, які були найбільш впливовими в СДПН. 

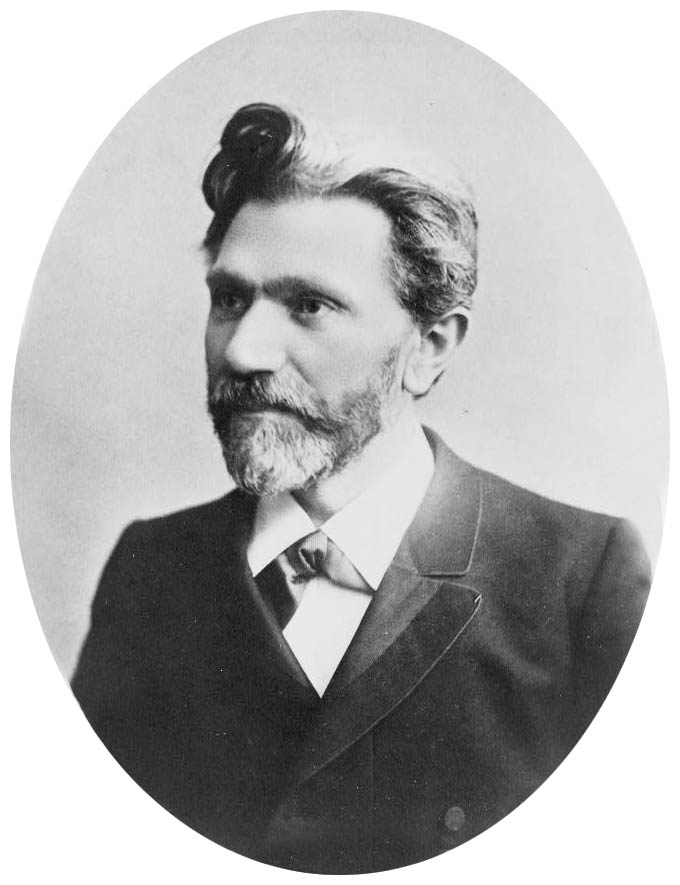
Серпень Бебель запропонував резолюцію про виключення членів FVdG зі SPD

Позиція про те, що загальний страйк можна використовувати, але лише в крайньому випадку, стала домінуючою в партії під час масових дебатів про страйк. Це викликало велике занепокоєння серед консерваторів у партії, особливо серед багатьох профспілкових діячів. На засіданні в лютому 1906 р. Профспілкові лідери були розслаблені лідерами партії, які заявили, що вони намагатимуться будь-якою ціною запобігти загальному страйку. FVdG відреагувала, опублікувавши секретні протоколи зі зборів у Die Einigkeit, що сильно розгнівало керівництво партії. 
На з'їзді партії 1905 р. Август Бебель, який завжди виступав за посилення ролі профспілок, пов'язаних зі СДПГ, запропонував резолюцію, яка вимагає від усіх членів партії вступати до централізованих профспілок за своїми професіями. Це змусило б усіх членів FVdG залишити або партію або профспілку. Резолюція була прийнята і реалізована в 1907 році. Опитування FVdG повернуло двадцять два проти восьми голосів проти приєднання до централізованих профспілок. Це змусило деяких мулярів, теслярів та будівельних робітників у профспілці покинути FVdG в 1907 році, щоб уникнути виключення зі SPD, заявивши, що організація "йде шляхом, який, безсумнівно, призведе до конфлікту зі SPD і синдикалізму та анархізм ". У 1908 р. Нюрнберзький з'їзд СДПН нарешті проголосував за несумісність членства в SPD та  FVdG. 
Окрім того, що близько двох третин її членів вийшли з ладу між 1906 і 1910 роками, радикалізація FVdG також корелює з невеликими змінами в середовищі, галузях та регіонах, з яких організація взяла своїх членів. Багато металевих та будівельних робітників, які мали локалістичну традицію, пішли внаслідок синдикалістських та анархістських тенденцій у FVdG. Шахтарі, які працювали переважно в Рурському районі, не мали цієї традиції, але виробили певний скептицизм щодо бюрократичних структур. Близько 450 з них приєдналися до FVdG до Першої світової війни, що є ознакою того, що має відбутися після війни. 

## Довоєнний період
Після відриву від SPD на FVdG дедалі більше впливав французький синдикалізм та анархізм. У 1908 році Катер назвав Хартію Ам'єна, платформу Французької загальної конфедерації праці (CGT), найдавнішого і найбільшого синдикалістського союзу у всьому світі, "новим одкровенням".  Хоча контакту між німецькими "інтелектуальними анархістами" (як Густав Ландауер та Еріх Мюхсам ) та FVdG не було , у ньому були впливові члени анархізму, зокрема Андреас Кляйнлайн та Фріц Кьостер . Кляйнлайн і Кестер все більше впливали на федерацію з 1908 року  і це призвело до заснування Der Pionier в 1911 році. Ця газета, яку редагував Кестер, мала набагато агресивніший тон, ніж Die Einigkeit .  Незважаючи на ці події, вплив анархістів у FVdG до Першої світової війни залишався кількісно незначним, тим більше, що провідні члени, такі як Катер, на той час дуже скептично ставилися до анархістської ідеології. 

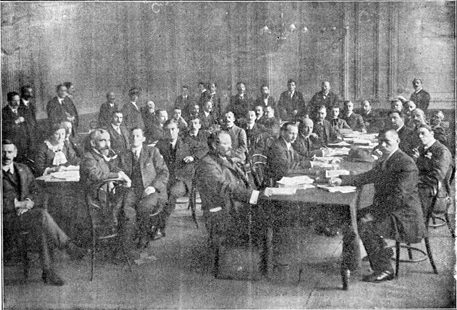
Сесія Першого міжнародного конгресу синдикалів

Після того, як Британська індустріальна синдикалістична освітня ліга (ISEL), недовговічна синдикалістська організація, активно залучена до страйкової хвилі у Великій Британії з 1910 року, і Голландський синдикалістичний національний секретаріат праці (NAS) опублікували пропозиції щодо міжнародного конгресу синдикалістів у 1913 році, FVdG першим висловив підтримку. Були труднощі з організацією конгресу та найбільшого синдикалістського союзу у всьому світі - КГТ - відмовився брати участь, оскільки він вже був членом соціал-демократичної Міжнародної федерації профспілок . Незважаючи на ці виклики, Перший міжнародний конгрес синдикалістів відбувся в міській ратуші Холборн в Лондоні з 27 вересня по 2 жовтня. Британські, шведські, датські, голландські, бельгійські, французькі, іспанські, італійські, кубинські, бразильські та аргентинські організації - як профспілки, так і політичні групи - мав делегатів у Лондоні, крім FVdG, який представляли Карл Рош, Карл Віндгофф та Фріц Катер. Також були зв’язки з норвезькими, польськими та американськими групами. Катер була обрана співголовою конгресу поряд з Джеком Уіллом . Після того, як Уіллс був змушений подати у відставку, Кейтер працювала співголовою з Джеком Таннером . Конгрес мав труднощі при узгодженні багатьох питань, головним джерелом конфлікту було те, чи слід ризикувати подальшими розколами в європейському робітничому русі (як це сталося в Німеччині та Нідерландах). FVdG, як правило, погоджувались із своїми голландськими товаришами, закликаючи інші профспілки вирішувати питання між синдикалізмом та соціалізмом, тоді як їхні італійські, французькі та іспанські колеги, зокрема Альсест Де Амбріс з італійського USI, більше прагнули запобігти подальшому поділу. Відповідно, конгрес розділився з питанням, чи його метою було просто прокласти шлях до поглиблення відносин між синдикалістськими профспілками чи повинен бути заснований синдикалістський Інтернаціонал. Перемогли противники нової організації, але з'їзд погодився створити Інформаційне бюро. Інформаційне бюро базувалося в Амстердамі і видавало Bulletin international du mouvement syndicaliste . Більшість присутніх з'їзд вважали успіхом, за винятком Де Амбріса. За два роки в Амстердамі повинен був відбутися другий конгрес. Через початок Першої світової війни з’їзд не відбувся. Бюлетень, опублікований лише за вісімнадцять номерів, до війни припинив його видання. 

## Перша світова війна
Під час накопичення Першої світової війни FVdG засуджував антивоєнну риторику СДПГ як "повну дурість".  З початком війни СДПН і основний робочий рух увійшли до Бургфрідена (або цивільного перемир'я) з німецькою державою. Згідно з цією угодою, структури профспілок залишались цілими, а уряд не скорочував заробітну плату під час війни. Зі свого боку, профспілки не підтримували нових страйків, припинили нинішні та мобілізували підтримку військових зусиль. Закон про допоміжну військову службу 1916 р. закріпив подальшу співпрацю між роботодавцями, профспілками та державою шляхом створення комітетів робітників на заводах та спільних арбітражних судах профспілок. 

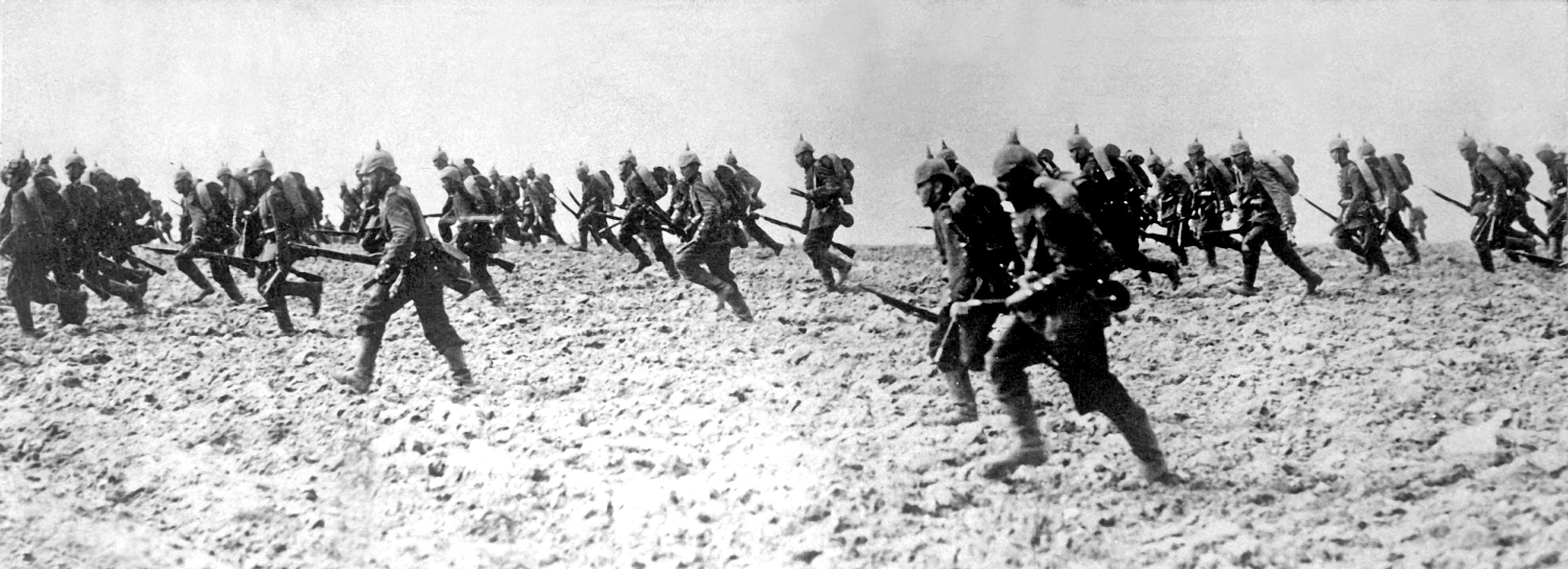
Німецька піхота в 1914 р .; FVdG була єдиною німецькою профспілкою, яка не підтримала зусилля Німеччини в Першій світовій війні.

FVdG, з іншого боку, була єдиною організацією праці в країні, яка відмовилася брати участь у Бургфрідені.  Профспілка вважала, що патріотизм воєнного часу несумісний з пролетарським інтернаціоналізмом і що війна може принести лише більшу експлуатацію праці. (Дійсно, середня реальна заробітна плата за війну впала на 55 відсотків. ) Хоча основний робочий рух швидко погодився, що Росія та Велика Британія винні у розпалюванні війни, FVdG вважав, що причиною війни був імперіалізм і що ніякої провини не можна призначати до закінчення конфлікту . Федерація різко критикувала ворожість щодо іноземців, які працюють у Німеччині, особливо поляків та італійців. Він також відкинув концепції "нації" та національної ідентичності, на які посилаються на підтримку війни, стверджуючи, що в Німеччині не існує спільної мови, походження та культури (основи нації). Газети FVdG також заявляли, що війна спростовує історичний матеріалізм, оскільки маси розпочали війну проти власних матеріальних інтересів. 

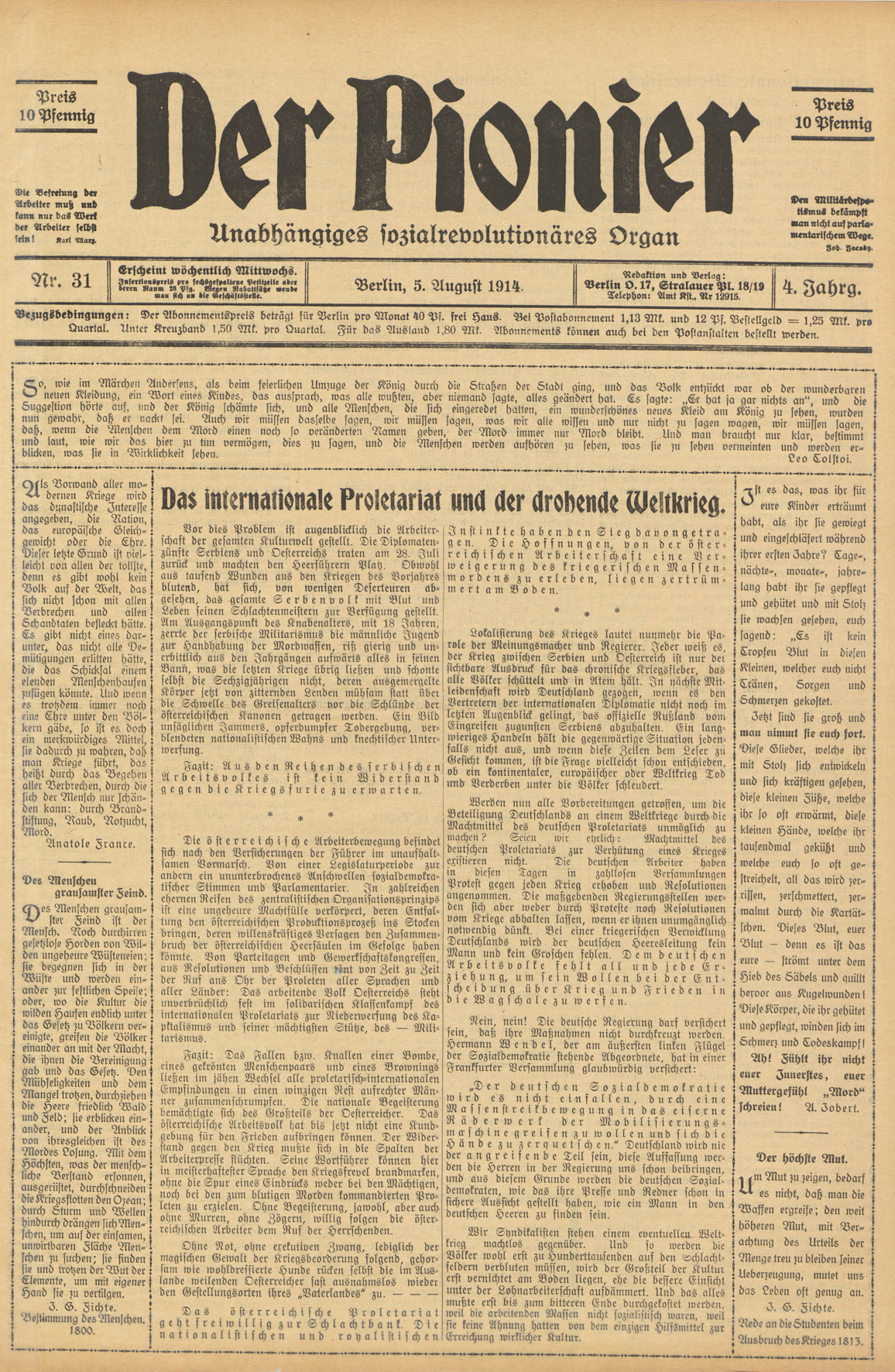
Останній випуск Der Pionier

Після того, як Фріц Катер та Макс Вінклер підтвердили синдикалістський антимілітаризм у виданні Der Pionier 5 серпня 1914 року, газета була заборонена. Через три дні Die Einigkeit розкритикував позицію СДПН щодо війни. Тоді це також було придушено. FVdG негайно відповіла, заснувавши тижневик " Mitteilungsblatt". Після заборони в червні 1915 р. Федерація заснувала двотижневик Rundschreiben, який проіснував до травня 1917 р. З іншого боку, міністр війни Пруссії Еріх фон Фалькенгайн дозволяв розповсюджувати  соціал-демократичні публікації  навіть в армії. У перші дні війни було заарештовано близько 30 активістів FVdG у Кельні, Ельберфельді, Дюссельдорфі, Крефельді та інших містах - деякі залишились під домашнім арештом протягом двох років. Урядові репресії проти FVdG були важкими. Хоча заборони часто ставили на регулярних засіданнях профспілки, влада Дюссельдорфа навіть забороняла засідання хору синдикалів.  Іншою проблемою для профспілки було те, що багато його членів були призвані до війська. Половина берлінських будівельників, найбільшої профспілки федерації, була змушена служити в армії. Подекуди всі члени FVdG були залучені на службу. 
Хоча FVdG наполягав на тому, що "мета - це все і ... повинно бути всім" (гра формули Бернштейна, згідно з якою "кінцева мета, якою б вона не була, для мене ніщо: рух - це все"), вона не змогла зробити набагато більше, ніж зберегти власні структури під час Першої світової війни. Відразу після оголошення війни, FVdG спробувала безрезультатно продовжувати свої антивоєнні демонстрації. Незважаючи на те, що вона постійно критикувала Бурґфріден та мілітаризм загалом, промислові дії були неможливими, за винятком кількох незначних випадків (зокрема, опору профспілки теслярів недільним роботам).  FVdG також отримав підтримку з-за кордону. Фракція в італійському USI, очолювана Армандо Боргі, антимілітаристською меншиною у французькому CGT, голландському NAS, а також іспанські, шведські та датські синдикалісти були об'єднані з FVdG у своїй протидії війні. 
У міру прогресу Великої війни в Німеччині зростало виснаження війни . Перші страйки в країні з початку війни спалахнули в 1915 р., Постійно збільшуючись у частоті та масштабі. Роль профспілок у вирішенні проблем між роботодавцями та робітниками незабаром призвела до конфлікту між членами та посадовими особами профспілок, і Вільні профспілки постійно втрачали своїх членів. Відповідно, фракція Рейхстагу СДПН розділилася щодо продовження підтримки війни.  Лютнева революція 1917 року в Росії FVdG розглядала як вираз прагнення людей до миру. Синдикалісти звернули особливу увагу на роль, яку загальний страйк (за який вони виступали роками) відіграв у революції. Вони не змогли коментувати Жовтневу революцію, оскільки Рундшрайбен був заборонений на момент її спалаху . 

## Листопадова революція та перезаснування як ФАУД
Деякі стверджують, що FVdG вплинув на страйки в озброєнній промисловості вже в лютому або березні 1918 р.  але організація була відновлена на національному рівні лише в грудні 1918 р. 14 грудня Фріц Катер розпочав видання Der Syndikalist ( The Syndicalist ) у Берліні як заміну Die Einigkeit. 26 та 27 грудня у Берліні відбулася конференція, організована Катером, у якій взяли участь 33 делегати від 43 місцевих профспілок. Делегати розмірковували про важкі часи війни і з гордістю відзначали, що FVdG була єдиною профспілкою, якій не довелося пристосовувати свою програму до нових політичних умов, оскільки вона залишалася вірною своїм антидержавним та інтернаціоналістичним принципам.  Делегати підтвердили свою відмову від парламентаризму та відмовилися брати участь у Національних зборах . 
Навесні 1919 року Карл Рош написав нову платформу для FVdG під назвою "Was wollen die Syndikalisten? Programm, Ziele und Wege der 'Freien Vereinigung deutscher Gewerkschaften' "(" Чого хочуть синдикалісти? Програма, цілі та засоби "Вільної асоціації німецьких профспілок" "). На додаток до повторення довоєнних ідей та гасел, він пішов і далі, критикуючи участь у виборчій демократії, стверджуючи, що це обмежує та бентежить пролетарську класову боротьбу. Платформа також закликала до встановлення диктатури пролетаріату,  позиція, яка була розроблена для досягнення новоствореної Комуністичної партії (КПД) та міжнародних комуністів Німеччини .  Наприкінці 1918 - на початку 1919 р. FVdG став важливим гравцем страйкового руху в Рурській області (до якого в основному брали участь шахтарі). Її організатори, зокрема Карл Віндгоф, стали постійними спікерами на демонстраціях робітників. 1 квітня розпочався загальний страйк, підтриманий FVdG, KPD та Незалежною соціал-демократичною партією (USPD). Врешті-решт до страйку було залучено до 75 відсотків шахтарів регіону, поки в кінці квітня уряд, який очолював SPD, не був жорстоко придушений.  Після страйку та наступного розпаду Генерального союзу гірників FVdG швидко і незалежно від згаданих політичних партій розширював свої профспілки, особливо в Рурському регіоні. Це призвело до масового розширення членства у FVdG. Критика FVdG щодо бюрократичних централізованих профспілок, її відстоювання прямих дій та низький членський внесок були схвалені робочими в Рурському регіоні. До серпня 1919 р. Федерація налічувала близько 60 000 членів по всій Німеччині. Однак рурські профспілки шахтарів залишили ремісничу профспілкову схему, яку традиційно організовували FVdG, віддаючи перевагу більш простим промисловим структурам. 

Кінець співпраці між FVdG та політичними партіями в Рурському регіоні був частиною загальнонаціональної тенденції після того, як у березні Пол Леві, антисиндикаліст, став головою KPD . Більше того, Рудольф Рокер, комуністичний анархіст і послідовник Кропоткіна, приєднався до FVdG у березні 1919 року. Він повернувся через Нідерланди в листопаді 1918 р. Після проживання у вигнанні в Лондоні, де брав активну участь у єврейській анархістській сцені. Августін Соучі, більше анархіст Ландауера, також приєднався до федерації в 1919 році. Обидва швидко набули впливу в організації, і - як антимарксисти - були проти тісної співпраці з комуністами. 
Тим не менше, секція Рейнланд - Вестфалії FVdG об'єдналася з лівими комуністичними профспілками, утворивши у вересні 1919 р. Спілку вільних робітників (FAU). Синдикалісти з FVdG були найбільшою та найбільш домінуючою фракцією в FAU. Статути FAU в основному відображали компроміси профспілок, що входять до складу федерації, але також відображали значний вплив FVdG. 
Незабаром було вирішено завершити злиття в Рейнляндії та Вестфалії на національному рівні. 12-й з'їзд FVdG, що відбувся з 27 по 30 грудня, став установчим з'їздом Спілки вільних робітників Німеччини (FAUD). Більшість лівих комуністів (включаючи впливового члена ветерана Карла Роше) вже покинули або вже збиралися залишити FAU у Рейнляндії та Вестфалії. Більшість із них вступить до Загальної спілки робітників Німеччини (ААУД), яка була заснована в лютому 1920 року. Без лівих комуністів, які виступили проти його прийняття, наскрізний анархіст Рокера "Prinzipienerklärung des Syndikalismus" ("Декларація принципів синдикалізму"), котру Комісія бізнесу доручила йому скласти, став платформою FAUD без особливих суперечок. FAUD також відкидав диктатуру пролетаріату та інші марксистські умови та ідеї. За даними Ділової комісії, у з’їзді взяли участь 109 делегатів, які представляли 111 675 робітників, що вдвічі більше, ніж заявили лише чотири з половиною місяці до цього. 